# TT39
| Q3 | G43 | M17 | G17 | N5 · Z1 |

| Q3 | G43 | M17 | G17 | N5 · Z1 |

TT39 (Theban Tomb 39) è la sigla che identifica una delle Tombe dei Nobili ubicate nell’area della cosiddetta Necropoli Tebana, sulla sponda occidentale del Nilo dinanzi alla città di Luxor, in Egitto. Destinata a sepolture di nobili e funzionari connessi alle case regnanti, specie del Nuovo Regno, l'area venne sfruttata, come necropoli, fin dall'Antico Regno e, successivamente, sino al periodo Saitico (con la XXVI dinastia) e Tolemaico.

## Titolare
TT39 Era la tomba di:
| Titolare | Titolo                  | Necropoli | Dinastia/Periodo              | Note                         |
| -------- | ----------------------- | --------- | ----------------------------- | ---------------------------- |
| Puyemra  | Secondo Profeta di Amon | el-Khokha | XVIII dinastia (Thutmosi III) | lato nord, a est della TT188 |

## Biografia
Figlio di Puia e Neferioh, Puyemra ebbe due mogli, Tanefert e Senseneb. Fu Secondo Profeta di Amon sotto il Primo Profeta, Hapuseneb, suo cognato avendone sposato la sorella Senseneb. Prima di diventare Secondo Profeta di Amon svolse, durante il regno di Hatshepsut l’incarico di supervisore delle opere esterne del tempio di Deir el-Bahari e, per tale motivo, si ritiene avesse anche competenze da architetto

## La tomba
La tomba si trova in un’area della necropoli di el-Khokha molto prossima al tempio di Hatshepsut. Presenta un cortile con quattro colonne decorate con quanto resta di testi dedicati al defunto. di che era in origine preceduta da quattro colonne; nel cortile, si ergono 8 stele (da A a H in planimetria) di cui 6 ( A-B-C e E-F-G) recanti testi autobiografici; frammentarie le restanti due (D e H).
Due brevi corridoi danno accesso ad un corridoio trasversale. Sulle pareti di uno dei due (1 in planimetria) è rappresentato il defunto; i corridoi danno accesso a una sala trasversale con dipinti parietali che concernono, principalmente, aspetti della vita di ogni giorno: il defunto con suoi collaboratori (2) e resti di testo; su sei registri sovrapposti (3) un giardino, quanto resta di portatori di prodotti e bestiame, il defunto che ispeziona lavoratori del tempio di Amon, tra cui costruttori di archi e carri, orafi, carpentieri, gioiellieri, vasai, nonché lavoratori agricoli intenti all'aratura. Sul lato corto (4) testi dedicati agli dei e autobiografici con due preti e liste di offerte (?); poco oltre (5), ancora su sei registri, scene del banchetto funebre con suonatrici di lira; la registrazione di prodotti provenienti dalle terre del sud per l'incameramento nel tesoro di Amon, compreso bestiame, oro, avorio, babbuini, proveniente dalla Nubia e lino dalle terre meridionali dell'Egitto. Sulla parete di nord-ovest della sala si aprono tre cappelle indicate come "del sud", "centrale" e "del nord"; oltre la porta di accesso alla prima (6) un collaboratore presenta un vaso in forma di cartiglio al defunto mentre costui pesa doni in oro e incenso per il tempio verificandone l'esattezza da una lista. Oltre una seconda porta che dà accesso ad una cappella (12), su due registri, il defunto seduto riceve doni ufficiali recati da tributari, anche stranieri tra cui siriani e Keftiw, compresi obelischi, vasi con decorazioni floreali, scrigni ed altro. Sulla stessa parete (11), su sei registri, il defunto riceve prodotti dal Retenu, dalla "Strada di Horus", dalle oasi e dalla Terra di Punt. Sul lato corto (10), in due registri, un uomo in offertorio ai genitori del defunto e il defunto con la moglie Senseneb; in altra scena, il defunto a caccia, a piedi, nel deserto. Seguono (8-9), su tre registri, il defunto con la moglie Tanefert ispeziona prodotti provenienti dall'area del Delta nilotico, poco oltre il defunto arpiona un ippopotamo e va a caccia e pesca con la famiglia. In altra scena, il defunto e la moglie Senseneb ispezionano tre file di portatori di offerte: oche, anatre, gru, pollame, mentre un mandriano guida il bestiame e uomini procedono alla pulitura del pesce e altri procedono alla raccolta e alla pigiatura dell'uva. Poco oltre, un figlio offre mazzi di fiori al defunto e a Senseneb mentre il defunto rivolge un appello ai viventi.
Sul corridoio di accesso alla cappella del sud (13) i resti di testi; sulle pareti, (14-15) figli e figlie con doni per la festa del nuovo anno destinati al defunto e a entrambe le mogli rappresentate sulle pareti contrapposte, Senseneb sulla parete sinistra e Tanefert a destra; sulla parete di fondo (16) una nicchia, il cui contorno è sottolineato da testi, contiene i dipinti del defunto e delle mogli seduti.
Alla cappella centrale si accede attraverso un secondo corridoio sulle cui pareti (21) un figlio reca mazzi di fiori e scene di musici e cantanti; sulle pareti, a sinistra (22), su due registri, una sacerdotessa di Hathor e il defunto che brucia oli profumati in presenza di un prete; a destra (23), una sacerdotessa di Hathor offre un sistro al defunto e un prete sem che offre nove oli sacri al defunto che è accompagnato da un prete lettore. Dalla cappella, un breve corridoio (24), sulle cui pareti i resti di portatori di offerte, adduce ad un piccolo sacrario sulle cui pareti (25) sono riportate liste di offerte e rituali in presenza del defunto e delle mogli e il defunto inginocchiato dinanzi alla Dea dell'Occidente (Hathor-Mertseger)
La cappella del nord presenta,a sua volta, un corridoio sulle cui pareti (17) portatori di offerte e scene della processione funeraria e del pellegrinaggio ad Abido che prosegue sulle pareti interne (19); sulla parete opposta (18) liste di offerte e cerimonie rituali. Sul fondo (20), in alto due Anubi/sciacallo e, in basso i resti di una stele con il trasporto delle suppellettili funerarie e resti di testi rituali

### I tributi stranieri
Su una delle pareti (12 in planimetria), ripartita su più scene, Puyemra assiste alla consegna di tributi provenienti da regioni assoggettate all'Egitto o, comunque, in rapporti con il Paese. La prima rappresenta nubiani che recano doni della propria terra principalmente destinati al tempio di Amon a Karnak; la seconda è relativa al pagamento dei tributi provenienti da varie regioni notoriamente assoggettate all'Egitto, con l'indicazione del tributo versato (dal Retenu , dalle Oasi, dall’area siro-palestinese, dal Sinai); la terza scena costituisce un’eccezione rispetto alle precedenti, quattro stranieri (designati come "Capi stranieri dell’Asia più lontana") sono presenti alla consegna di anelli d’oro dedicati dal re al tempio di Amon per la costruzione di due obelischi. I primi due uomini sono rappresentati con abiti ed acconciature tipicamente dell’area siro-palestinese, il quarto segue l’iconografia tipica dei libici, mentre il terzo veste una gonna liscia non decorata, con bordi colorati, identificata come "egea". La colorazione della pelle è rosso scuro, la postura e la dimensione del personaggio ricalcano quelle degli altri dignitari e la capigliatura è ripartita in sottili trecce che richiamano quelle del dipinto, noto come "Principe dei gigli" del Palazzo reale di Cnosso. La particolarità della scena sta nel fatto che non è assolutamente esplicito il fatto che siano i quattro a consegnare il quantitativo d’oro, ma sembra più realistico supporre, stando alle posture dei dignitari (in qualche modo di attesa e non attive), che siano semplicemente presenti alla pesatura ed alla presentazione del prezioso materiale quasi si trattasse di ambasciatori o comunque rappresentanti delle terre di provenienza. Tale scena, così come quelle analoghe presenti in altre tombe della Necropoli tebana sarebbero sintomatiche di rapporti amichevoli, e non di sudditanza, tra l’Egitto e le popolazioni egee nel periodo del Bronzo tardo.

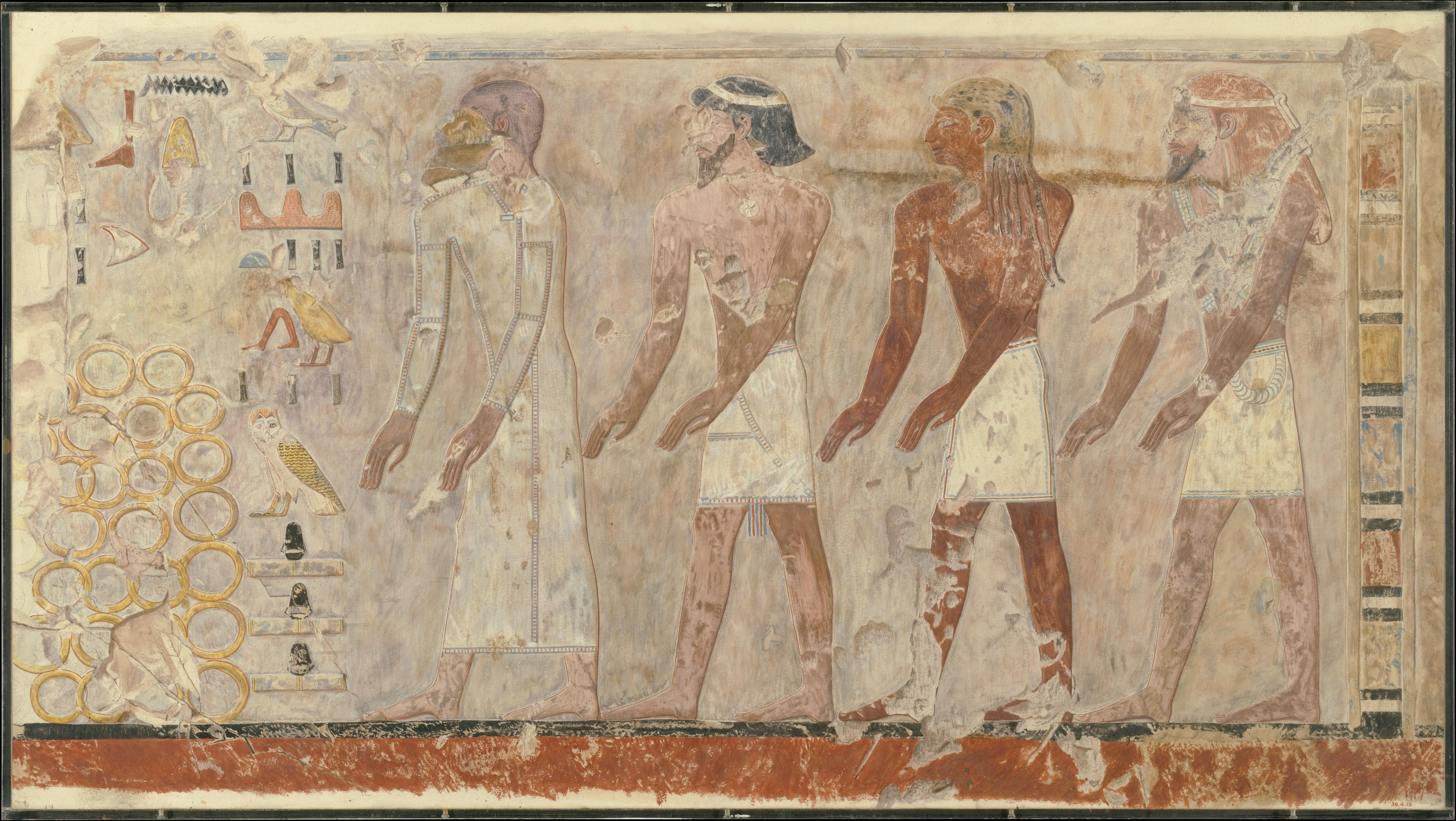
"Capi Stranieri dell'Asia più lontana" nella TT39 (Metropolitan Museum of Art di New York) (MET DT10871). Il secondo da destra è stato identificato come Keftiw, ovvero cretese.
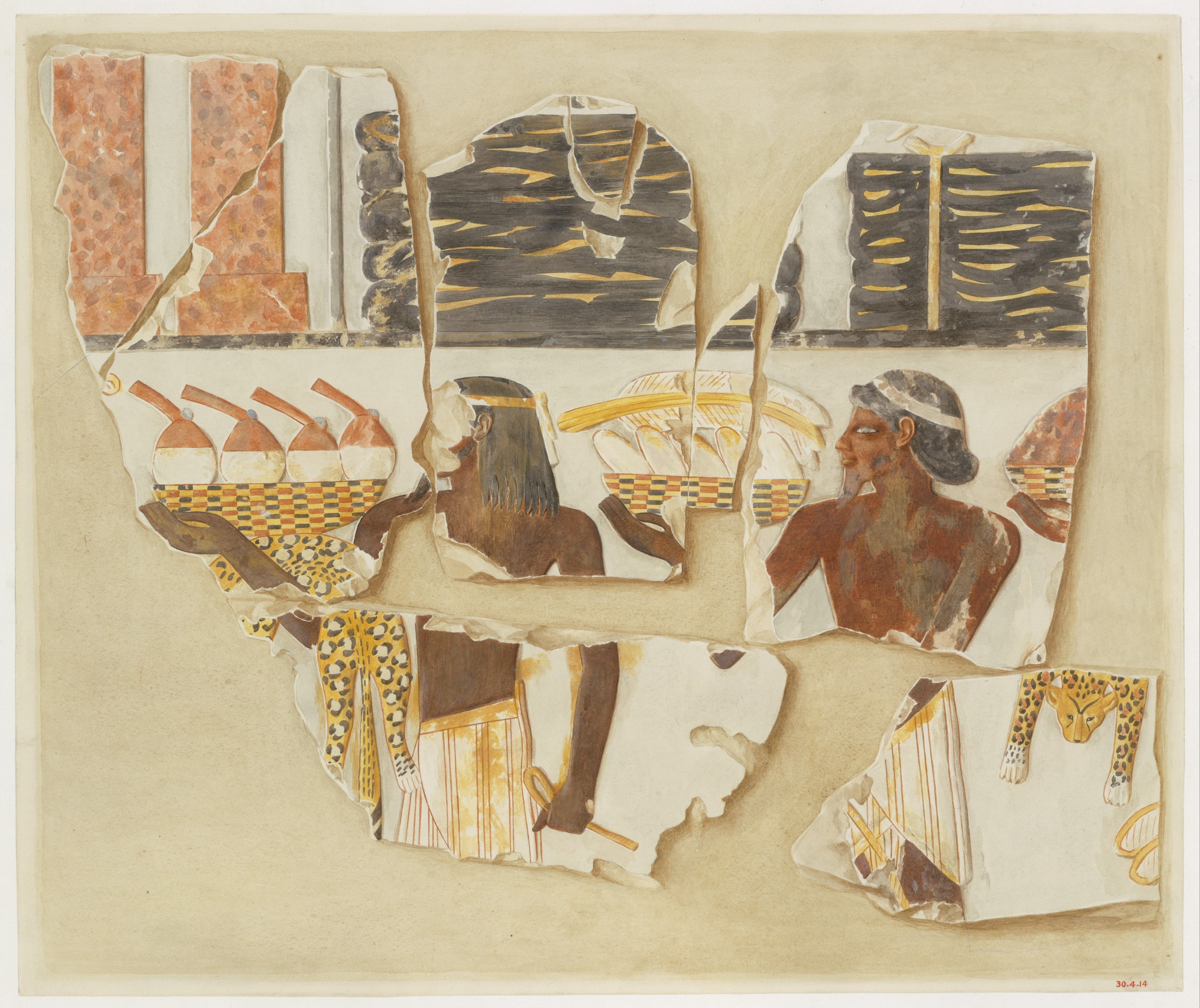
Asiatici che recano tributi (MET DT10872)
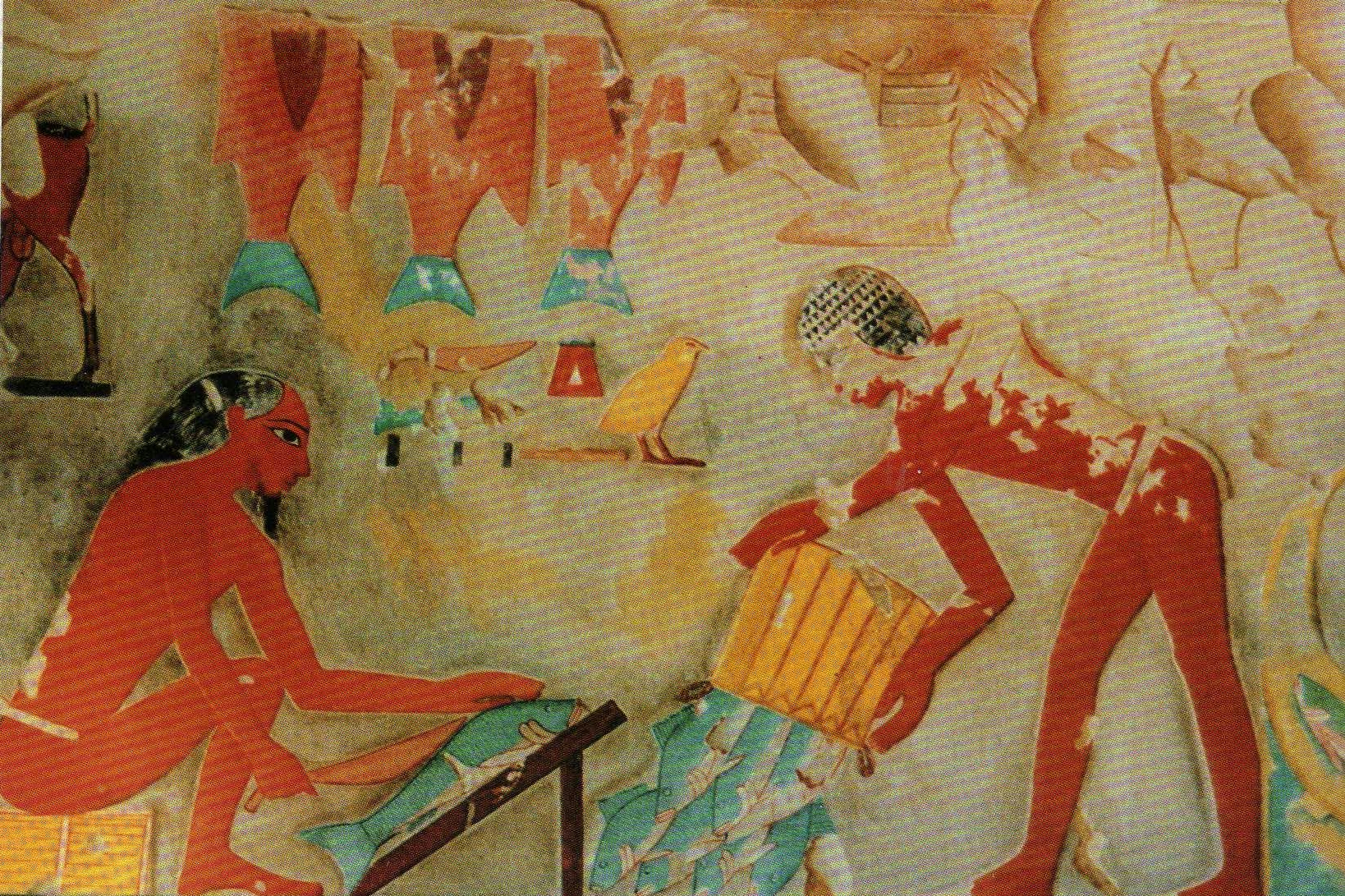
Scena di pesca e di lavorazione del pescato dalla TT39
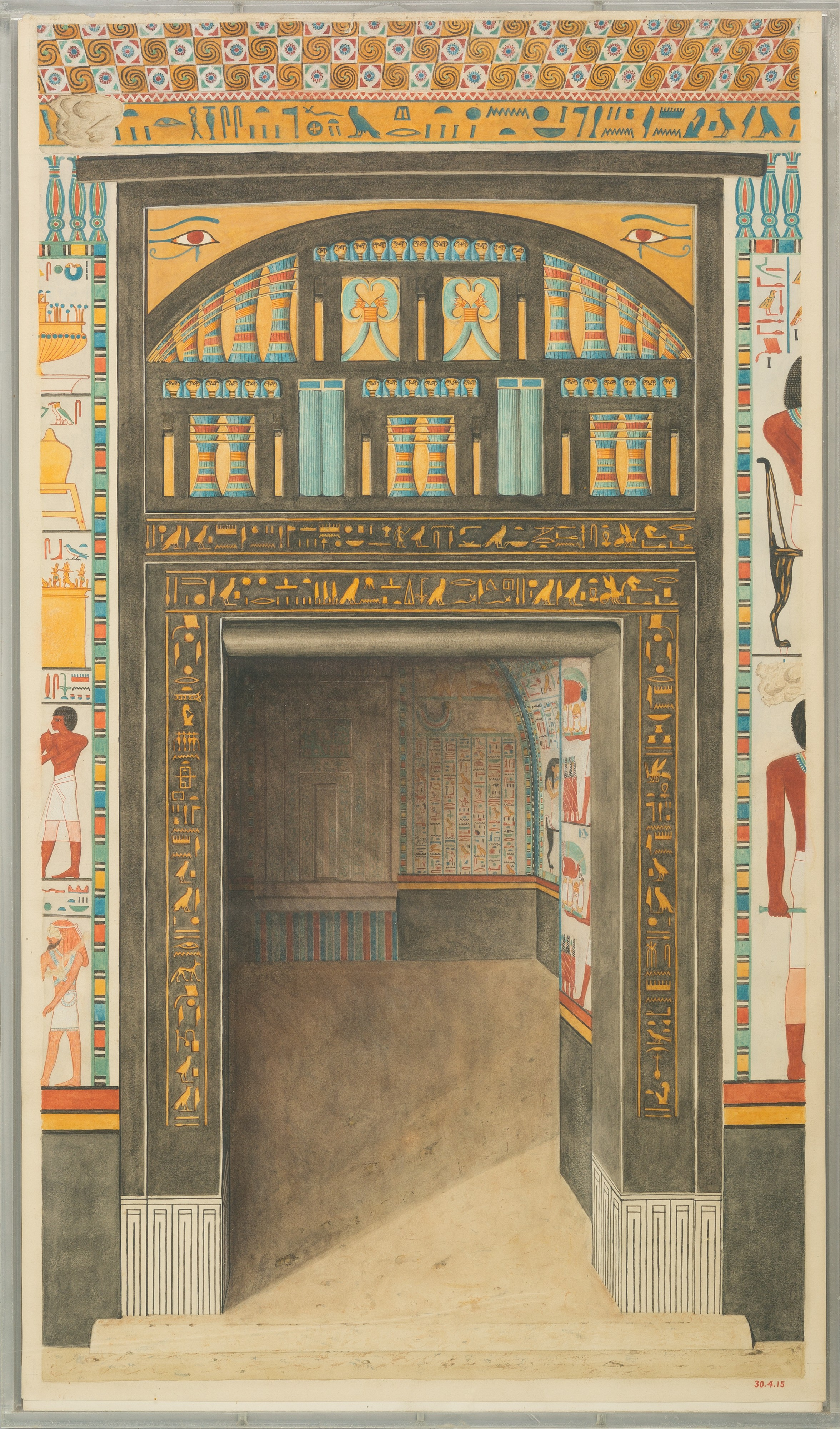
TT39: Porta decorata della Cappella nord (acquerello di N. de Garis Davies, MET 30.4.15 EGDP021824)
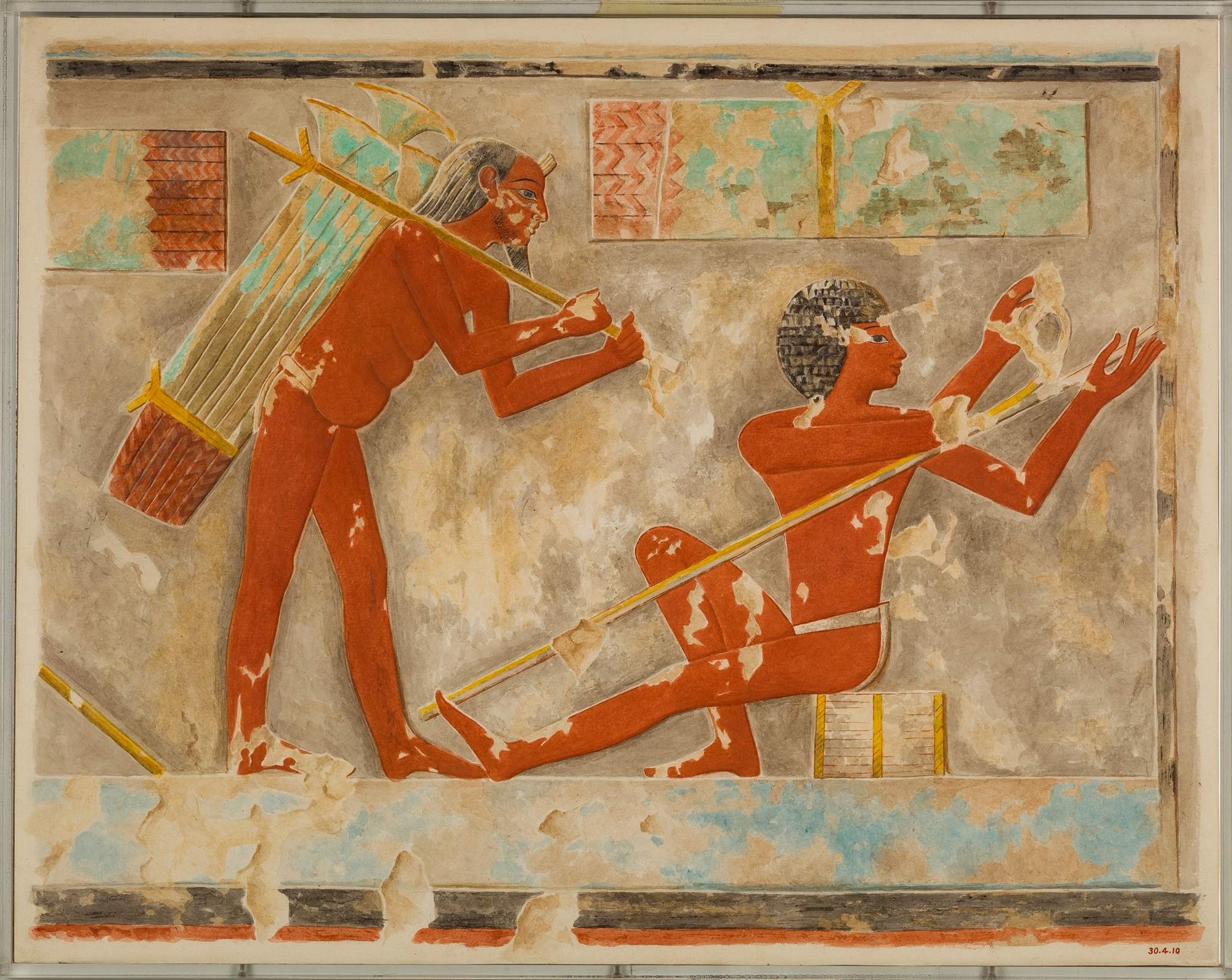
Uomini intenti alla lavorazione del papiro (MET 30.4.10 EGDP012992)
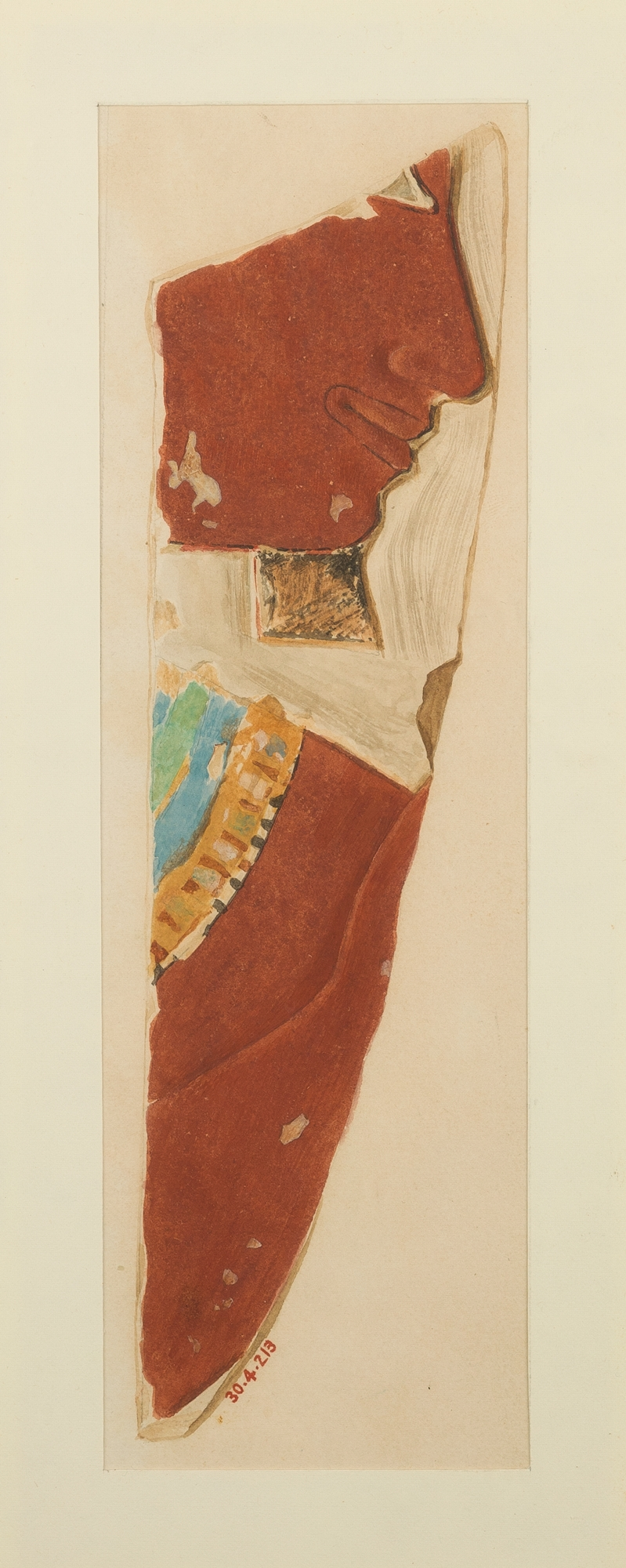
Frammento del volto di Puyemra (MET 30.4.213 EGDP012999)
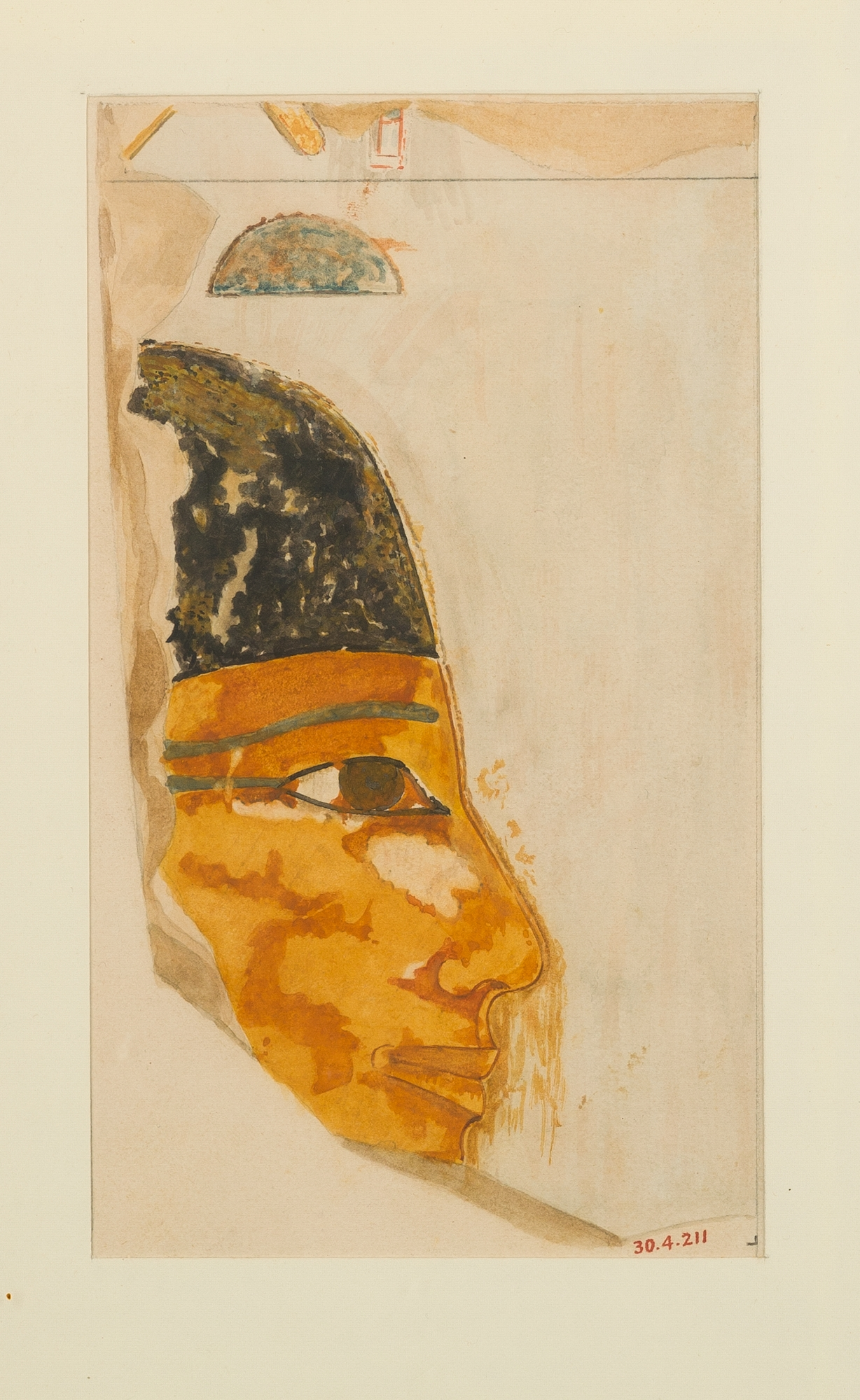
Frammento del volto di Senseneb, sposa di Puyemra (MET 30.4.211 EGDP012998)
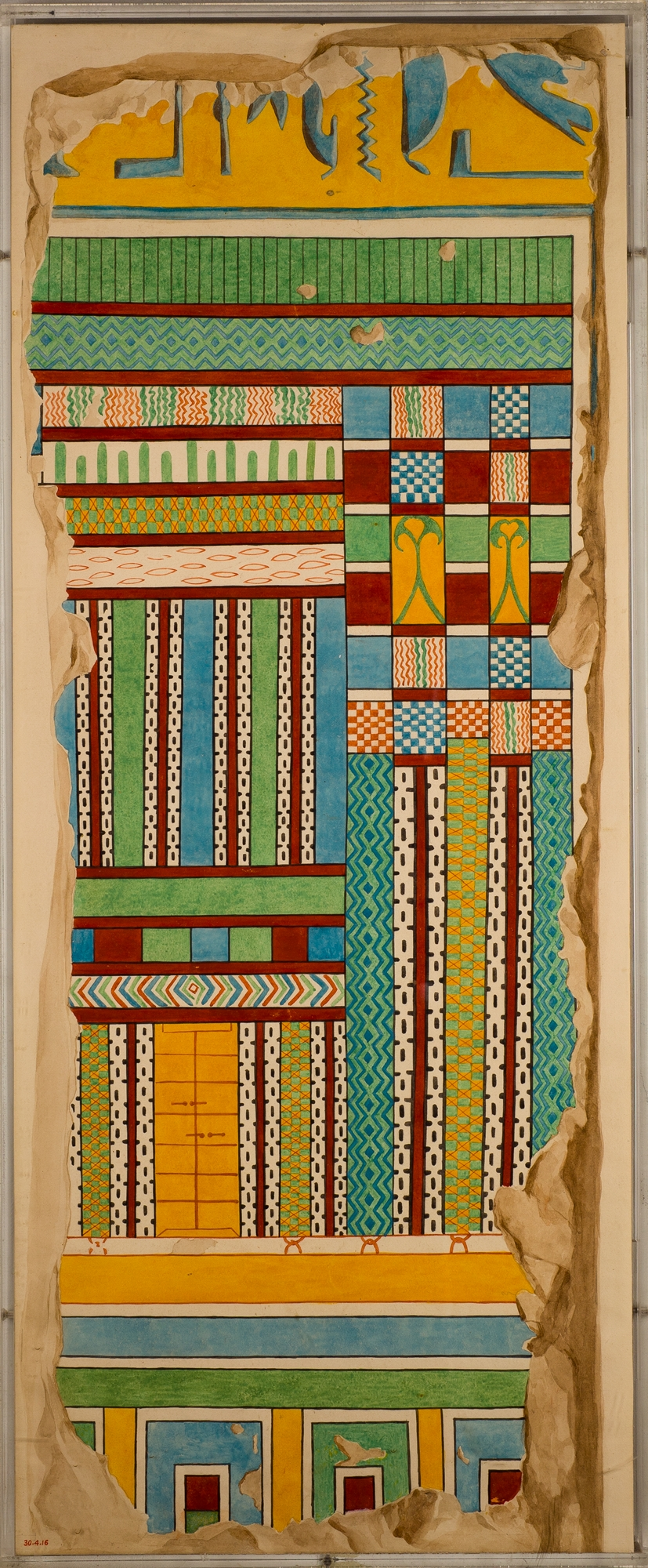
Decorazione di un soffitto a volta (acquerello di Hugh R. Hopgood) (MET 30.4.16 EGDP013025)

### Reperti musealizzati
- Parte inferiore di una statua, probabilmente proveniente dal sacrario della cappella centrale, oggi al Metropolitan Museum;
- parte inferiore di una statua del defunto seduto, probabilmente proveniente da TT39, oggi al Museo egizio di Firenze (cat. 6310);
- statuetta, probabilmente un ushabti dalla TT39, oggi al Ägyptisches Museum und Papyrussammlung di Berlino (cat. 10266);
- blocco in arenaria con testo in scrittura ieratica che menziona Thutmosi III e frammento di basso rilievo con palma, oggi al Museo egizio del Cairo (cat. 43368)[10].

### Annotazioni
1. ↑  La numerazione dei locali e delle pareti segue quella di Porter e Moss 1927, p. 64.
2. ↑  La prima numerazione delle tombe, dalla numero 1 alla 253, risale al 1913 con l’edizione del "Topographical Catalogue of the Private Tombs of Thebes" di Alan Gardiner e Arthur Weigall. Le tombe erano numerate in ordine di scoperta e non geografico; ugualmente in ordine cronologico di scoperta sono le tombe dalla 253 in poi.
3. ↑  I campi della Duat, ovvero l'aldilà egizio, si trovavano, secondo le credenze, proprio sulla riva occidentale del grande fiume.
4. ↑  Nella sua epoca di utilizzo, l'area era nota come "Quella di fronte al suo Signore" (con riferimento alla riva orientale, dove si trovavano le strutture dei Palazzi di residenza dei re e i templi dei principali dei) o, più semplicemente, "Occidente di Tebe".
5. ↑  le Tombe dei Nobili, benché raggruppate in un'unica area, sono di fatto distribuite su più necropoli distinte.
6. ↑  Le note, sovente di inquadramento topografico della tomba, sono tratte dal "Topographical Catalogue" di Gardiner e Weigall, ed. 1913 e fanno perciò riferimento alla situazione dell'epoca.
7. ↑  Il "sem" era il prete, o l'erede, cui competeva la cerimonia di apertura della bocca per consentire al defunto di vivere pienamente della Duat.
8. ↑  Era compito dei preti "lettori" l'organizzazione delle cerimonie e la recitazione ad alta voce, durante le cerimonie sacre, degli inni previsti. Proprio per tale conoscenza delle invocazioni giuste e corrette, i "lettori" venivano considerati detentori di poteri magici.
9. ↑  Area sotto la dominazione egizia compresa tra Canaan e la Siria che si estendeva tra il Deserto del Negev e il fiume Oronte. I confini variarono nel corso della storia egizia, ma compresero sempre le stesse regioni: Djahy (Canaan), Libano del sud (fino all’Oronte) e Amurru.
10. ↑  Il termine egizio per indicare i popoli egei, e segnatamente quelli minoici, era Keftiw. Benché non esista unanimità in tale identificazione, tuttavia la grande maggioranza degli studiosi indica il termine Keftiw come individuazione certa del popolo cretese nei contatti con l'Antico Egitto del Bronzo Tardo.
11. ↑  A voler indicare un’abbronzatura tipica della gente di mare.
12. ↑  Le cosiddette "processioni egee" si ripetono in altre cinque tombe dei nobili oltre la TT39, tutte concentrate nella XVIII dinastia e in un arco temporale di circa 100 anni: TT71, di Senmut Sovrintendente e architetto durante il regno di Hatshepsut; TT86, di Menkheperreseneb Primo Profeta di Amon sotto Thutmosi III; TT100, di Rekhmira visir sotto Thutmosi III e Amenhotep II; TT131, di Useramon Visir di Thutmosi III; TT155, di Intef Grande araldo del re sotto Thutmosi III.

### Fonti
1. ↑  Porter e Moss 1927,  pp. 71-74.
2. ↑  Gardiner e Weigall 1913.
3. ↑  Donadoni 1999, , p. 115.
4. ↑  Gardiner e Weigall 1913, pp. 18-19.
5. ↑  Porter e Moss 1927,  p. 71.
6. ↑  Porter e Moss 1927,  pp. 71-75.
7. 1 2 3  Panagiotopulos 2006, pp. 370-412.
8. ↑  Panagiotopulos 2001, pp. 163-283.
9. ↑  Wachsmann 1987, pp. 103-125.
10. ↑  Porter e Moss 1927,  pp. 74-75.